# Chimarra sadayu
Chimarra sadayu är en nattsländeart som beskrevs av Malicky 1993. Chimarra sadayu ingår i släktet Chimarra och familjen stengömmenattsländor. Inga underarter finns listade i Catalogue of Life.